# Гардзе
Гардзе (тиб. དཀར་མཛེས, Вайли: dkar mdzes) или Ганьцзы (кит. упр. 甘孜, пиньинь Gānzī) — уезд Гардзе-Тибетского автономного округа провинции Сычуань (КНР). Правление уезда размещается в посёлке Гардзе.

## Население
Согласно переписи населения 2000 года, в уезде проживает 55 703 человек .
| Народ   | Количество жителей | Доля   |
| ------- | ------------------ | ------ |
| Тибетцы | 52.432             | 94,13% |
| Китайцы | 3.061              | 5,5%   |
| Хуэйцзу | 115                | 0,21%  |
| И       | 16                 | 0,03%  |
| Уйгуры  | 14                 | 0,03%  |
| Туцзя   | 14                 | 0,03%  |
| Бай     | 12                 | 0,02%  |
| Чжуаны  | 11                 | 0,02%  |
| Монголы | 9                  | 0,02%  |
| Цян     | 7                  | 0,01%  |
| Прочие  | 12                 | 0,02%  |

## История
Уезд был основан в 1913 году. В 1936 году во время Великого похода через эти места прошла красная армия Китая.
В 1939 году была создана провинция Сикан и уезд вошёл в её состав.
В апреле 1950 года в составе провинции Сикан был образован Специальный район Кандин (康定专区), и уезд вошёл в его состав; в декабре 1950 года Специальный район Кандин был переименован в Тибетский автономный район провинции Сикан (西康省藏族自治区). В 1955 году провинция Сикан была расформирована, и район был передан в состав провинции Сычуань; так как в провинции Сычуань уже имелся Тибетский автономный район, то бывший Тибетский автономный район провинции Сикан сменил название на Гардзе-Тибетский автономный округ.

## Административное деление
Уезд Гардзе делится на 3 посёлка и 19 волостей.

## Буддийские монастыри

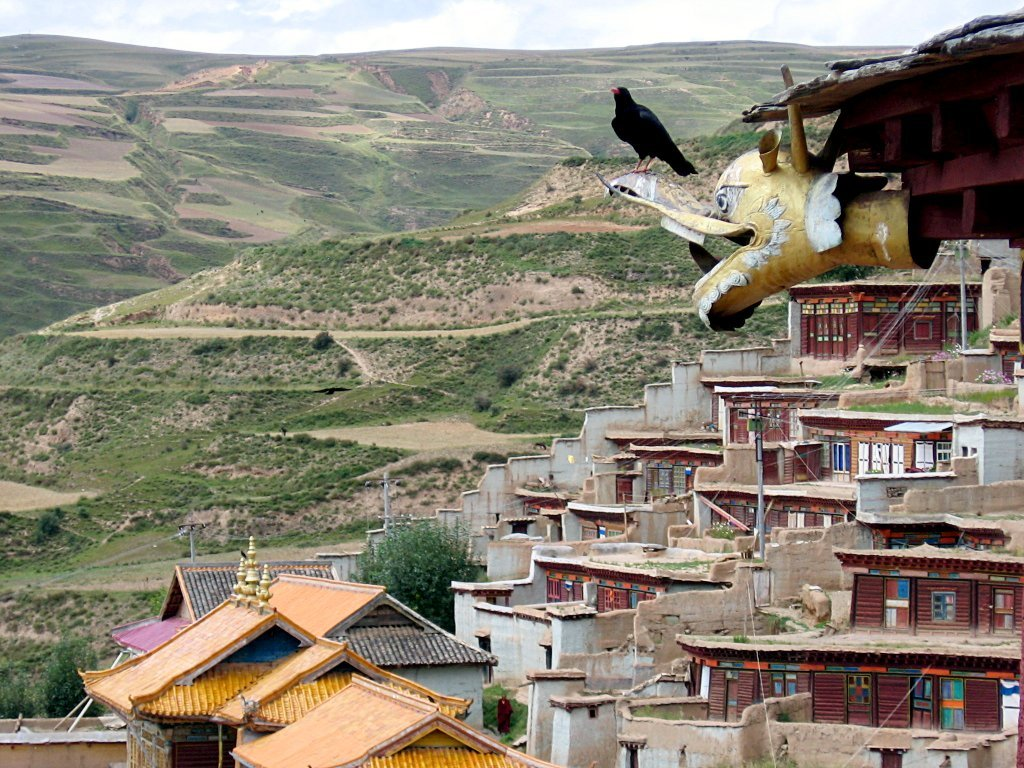
Вид на монастырь Гардзе

На территории уезда расположено немало известных буддийских монастырей.
- Монастырь Гардзе школы гэлуг, находится в 2 км от посёлка Гардзе.
- Монастырь  Бери-гонпа (Baili si) школы гэлуг, входит с 2006 года в список охраняемых памятников Китая (6-1043).
- Монастырь  Кхангмар (Khangmar) школы гэлуг.
- Монастырь  Кхарнанг (Kharnang) школы гэлуг.
- Монастырь  Тонгкор (Tongkor) школы гэлуг.

## Транспорт
- Автомагистраль Годао 317